# Schriesheim
Schriesheim település Németországban, azon belül Baden-Württembergben. Lakosainak száma 15 309 fő (2023. december 31.).

## Népesség
A település népessége az elmúlt években az alábbi módon változott:
| Lakosok száma | 11 656 | 14 983 | 15 008 | 15 081 | 14 897 | 15 091 | 15 309 |
|               | 1975   | 2016   | 2017   | 2019   | 2021   | 2022   | 2023   |